# Abstract Syntax Notation One
Abstract Syntax Notation One (ASN.1) е стандарт и нотация, която описва правилата и структурите за представяне, кодиране, предаване и декодиране на данни в телекомуникациите и компютърните мрежи. Официалните правила позволяват представянето на обекти, които са независими от машинно-специфични техники за кодиране. Официалната нотация дава възможност за автоматизиране на задачата за удостоверяване дали конкретна инстанция от представяне на данни спазва спецификациите. С други думи, могат да бъдат използвани софтуерни инструменти за удостоверяването.